# Liste des lieux patrimoniaux du comté de Frontenac
Cet article recense les lieux patrimoniaux de la comté de Frontenac inscrits au répertoire des lieux patrimoniaux du Canada, qu'ils soient de niveau provincial, fédéral ou municipal.
Kingston est traité dans la liste des lieux patrimoniaux de Kingston

## Liste
| [ 1 ] | Lieu patrimonial                                        | Illustration                                            | Municipalité           | Adresse                     | Coordonnées      | No    | Constr. | Prot.                                | Rec. | Notes |
| ----- | ------------------------------------------------------- | ------------------------------------------------------- | ---------------------- | --------------------------- | ---------------- | ----- | ------- | ------------------------------------ | ---- | ----- |
| F     | Mairie du canton de Wolfe Island                        | Téléverser                                              | Frontenac Islands (en) | Main Street                 | 44.1932 -76.4408 | 7553  | 1859    | LHN                                  | 1984 |       |
| F     | Phare                                                   | Téléverser                                              | Frontenac Islands (en) | Nine Mile Point, île Simcoe | 44.1514 -76.5558 | 4749  | 1833    | Recognized Federal Heritage Building | 1989 |       |
| F     | Peintures rupestres Mazinaw                             | Peintures rupestres Mazinaw                             | North Frontenac (en)   | Parc provincial Bon Écho    | 44.9 -77.2063    | 10534 |         | LHN                                  | 1982 |       |
| F     | Maison fortifiée du maître-éclusier                     | Téléverser                                              | South Frontenac (en)   | Écluse d'Upper Brewers      | 44.4151 -76.3122 | 16781 | 1842    | Recognized Federal Heritage Building | 1989 | [ 3 ] |
| F     | Résidence fortifiée du maître-éclusier de Lower Brewers | Résidence fortifiée du maître-éclusier de Lower Brewers | South Frontenac (en)   | Écluse de Lower Brewers     | 44.389 -76.325   | 11024 | 1842    | Recognized Federal Heritage Building | 1990 | [ 3 ] |